# او: تاریخ یک ماجراجویی
«او: تاریخ یک ماجراجویی» (انگلیسی: She: A History of Adventure) یک کتاب از اچ. رایدر هگرد است.
کتاب "او" داستان استاد کمبریج هورس هالی و لیو وینسی را روایت می کند که به سمت یک امپراطوری در آفریقا راهی می شوند. دلیل اصلی سفر آنها، بسته اسرار آمیزی است که بنا بر خواسته پدر لیو باید در تولد 25 سالگی باز شود. این بسته حاوی اسنادی از راز قدیمی خانواده وینسی است.